# Канім-Лейк 2
Канім-Лейк 2 (англ. Canim Lake 2) — індіанська резервація в Канаді, у провінції Британська Колумбія, у межах регіонального округу Карібу.

## Населення
За даними перепису 2016 року, індіанська резервація нараховувала 5 осіб. Середня густина населення становила 8,9 осіб/км².

## Клімат
Середня річна температура становить 4,6°C, середня максимальна – 20,3°C, а середня мінімальна – -15°C. Середня річна кількість опадів – 496 мм.
| Клімат поселення                              | Клімат поселення | Клімат поселення | Клімат поселення | Клімат поселення | Клімат поселення | Клімат поселення | Клімат поселення | Клімат поселення | Клімат поселення | Клімат поселення | Клімат поселення | Клімат поселення | Клімат поселення |
| Показник                                      | Січ.             | Лют.             | Бер.             | Квіт.            | Трав.            | Черв.            | Лип.             | Серп.            | Вер.             | Жовт.            | Лист.            | Груд.            |                  |
| Середній максимум, °C                         | −0,79            | 3,07             | 7,36             | 12,31            | 16,75            | 20,32            | 19,77            | 19,57            | 14,82            | 9,13             | 2,33             | −2,64            |                  |
| Середня температура, °C                       | −7,92            | −4,05            | 0,25             | 5,19             | 9,62             | 13,20            | 15,67            | 15,47            | 10,71            | 5,02             | −1,77            | −6,74            |                  |
| Середній мінімум, °C                          | −15,03           | −11,17           | −6,88            | −1,93            | 2,50             | 6,08             | 11,56            | 11,37            | 6,60             | 0,92             | −5,88            | −10,84           |                  |
| Норма опадів, мм                              | 40               | 19               | 19               | 26               | 48               | 67               | 63               | 49               | 34               | 40               | 46               | 45               |                  |
| Середньомісячна швидкість вітру, м/с          | 2.18             | 2.21             | 2.50             | 2.70             | 2.50             | 2.30             | 2.11             | 2.00             | 2.00             | 2.28             | 2.40             | 2.30             |                  |
| Середньомісячна сонячна радіація, кДж/м²·день | 3109             | 6146             | 10855            | 15853            | 19275            | 21020            | 21634            | 18357            | 12726            | 7023             | 3391             | 2389             |                  |
| --------------------------------------------- | ---------------- | ---------------- | ---------------- | ---------------- | ---------------- | ---------------- | ---------------- | ---------------- | ---------------- | ---------------- | ---------------- | ---------------- | ---------------- |
| Джерело:                                      |                  |                  |                  |                  |                  |                  |                  |                  |                  |                  |                  |                  |                  |